# Shahnameh de Shah Tahmasp

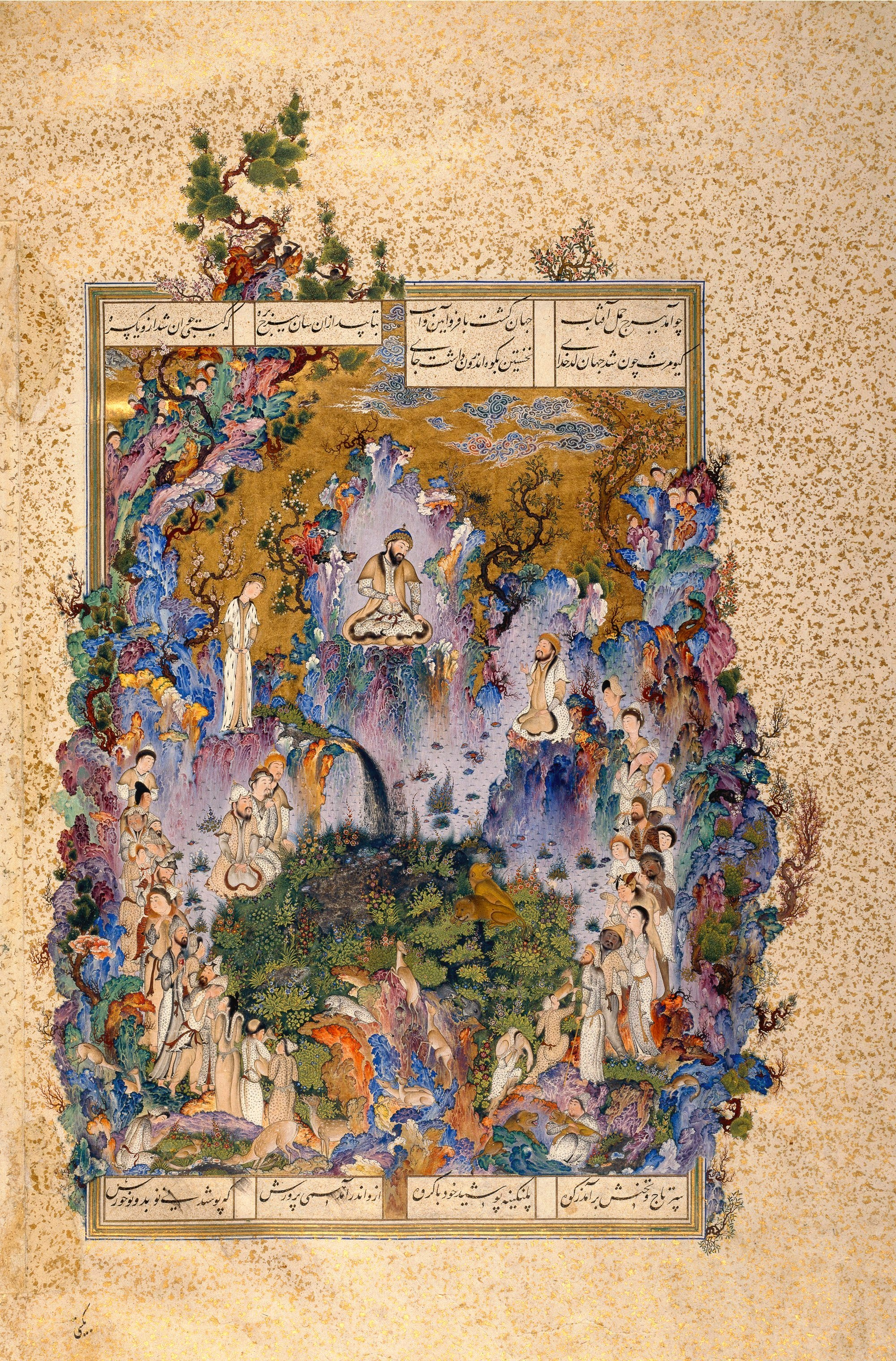
El tribunal de Keyumars

El Shahnameh de Shah Tahmasp (persa: شاهنامه تهماسپی) o Houghton Shahnameh és un dels manuscrits il·lustrats més famosos del Shāhnāmé o Llibre dels Reis, l'epopeia nacional del Gran Iran, i un punt culminant en l'art de la miniatura persa. És segurament el manuscrit il·luminat més complet del text que es coneix. En origen, tenia 759 pàgines, 258 amb miniatures. La grandària de la pàgina és d'uns 48 x 32 cm, i el text escrit en nasta'līq és de la més alta qualitat. El van dividir en la dècada dels 1970 i les pàgines estan repartides en col·leccions.

## Història
Va ser creat a Tabriz per ordre d'Ismaïl I pels artistes més prominents de la dinastia Safàvida, com un regal per a Solimà I el Magnífic, sultà de l'Imperi otomà, o per a celebrar el retorn del seu fill Tahmasp d'un període com a governador d'Herāt. El treball començà en la dècada del 1520, abans de la mort d'Ismaïl I el 1524, i devia completar-se a mitjan dècada del 1530, en el regne de Tahmasp I. En acabant fou lliurat el 1568 al llavors soldà otomà, Selim II, presentat per una delegació. Va romandre molt de temps al Palau Topkapi d'Istanbul, però va aparéixer en la col·lecció d'Edmond de Rothschild el 1903.
El manuscrit contenia 258 miniatures; Arthur Houghton II, però, el va dividir després de comprar-lo al 1959, i les miniatures les va vendre individualment. Houghton donà 78 pintures al Museu Metropolità d'Art el 1972. Les miniatures del Metropolitan han estat objecte d'un acord d'intercanvi amb el Museu Nacional de l'Iran. Les altres miniatures disperses es troben en col·leccions, com ara la col·lecció Khalil.
El 6 d'abril del 2011, una pàgina d'aquest manuscrit de la col·lecció de l'erudit principal, Stuart Cary Welch, es vengué per 12 milions de dòlars.

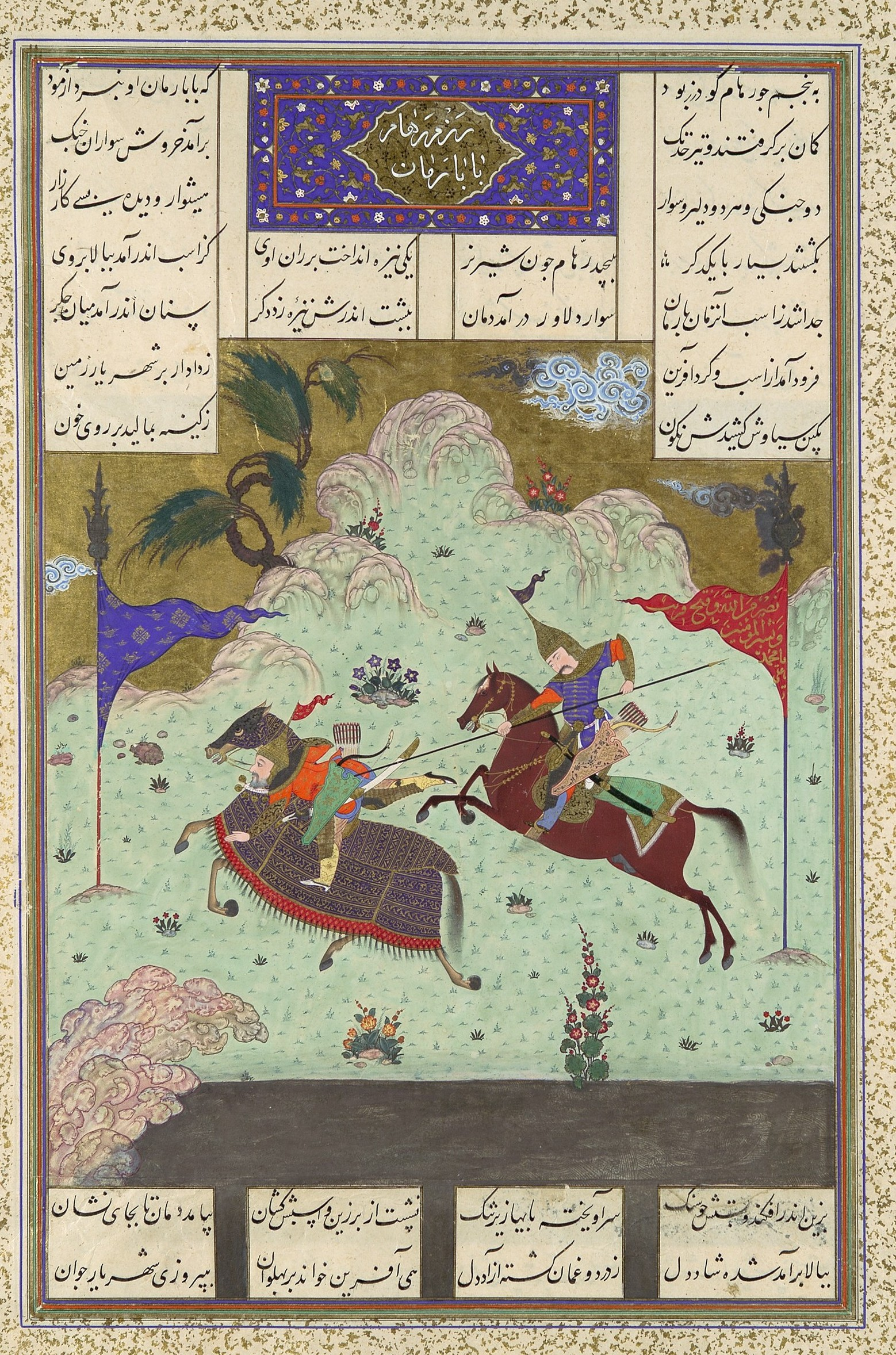
Davazdah

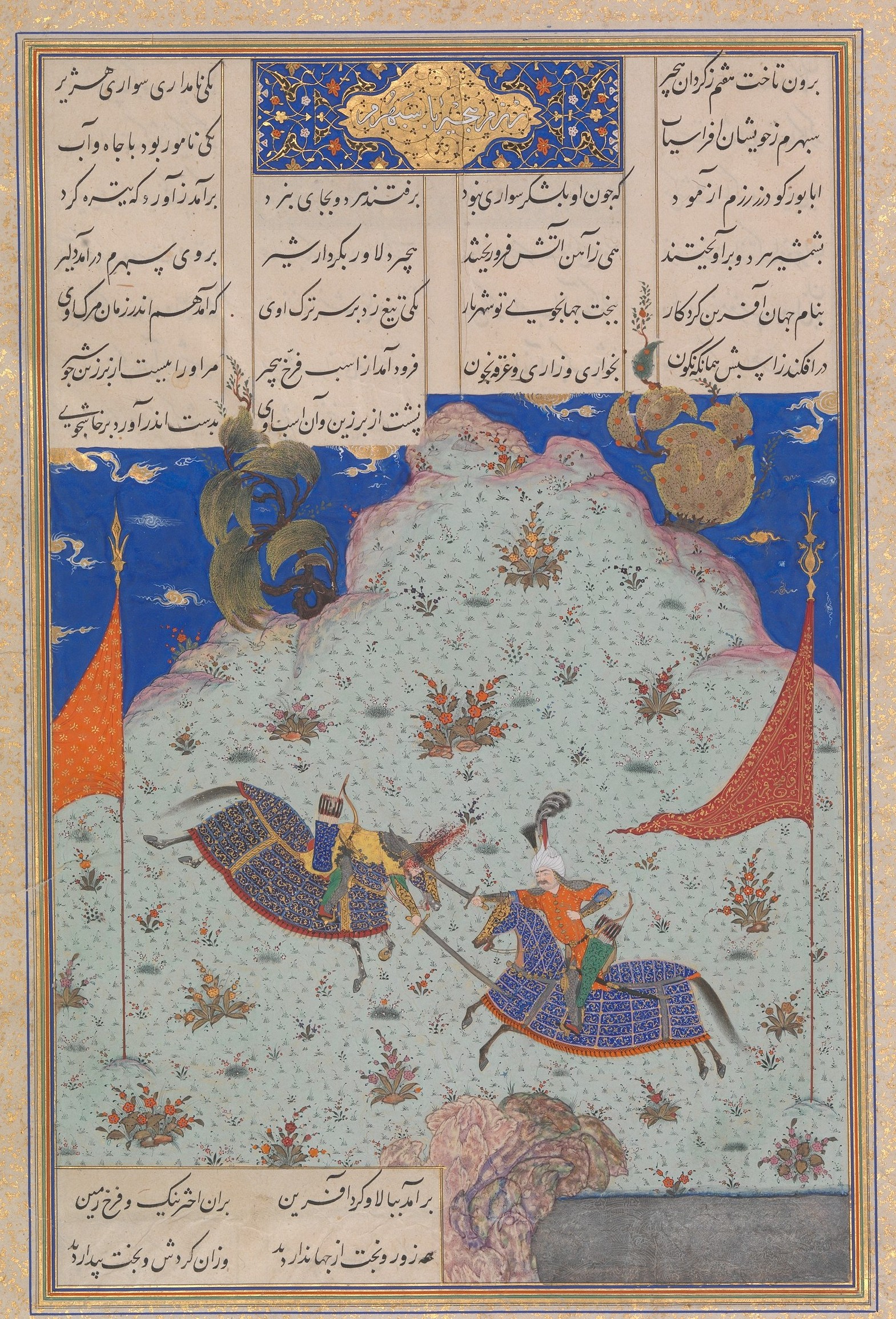
Bizhan contra Ruyyin

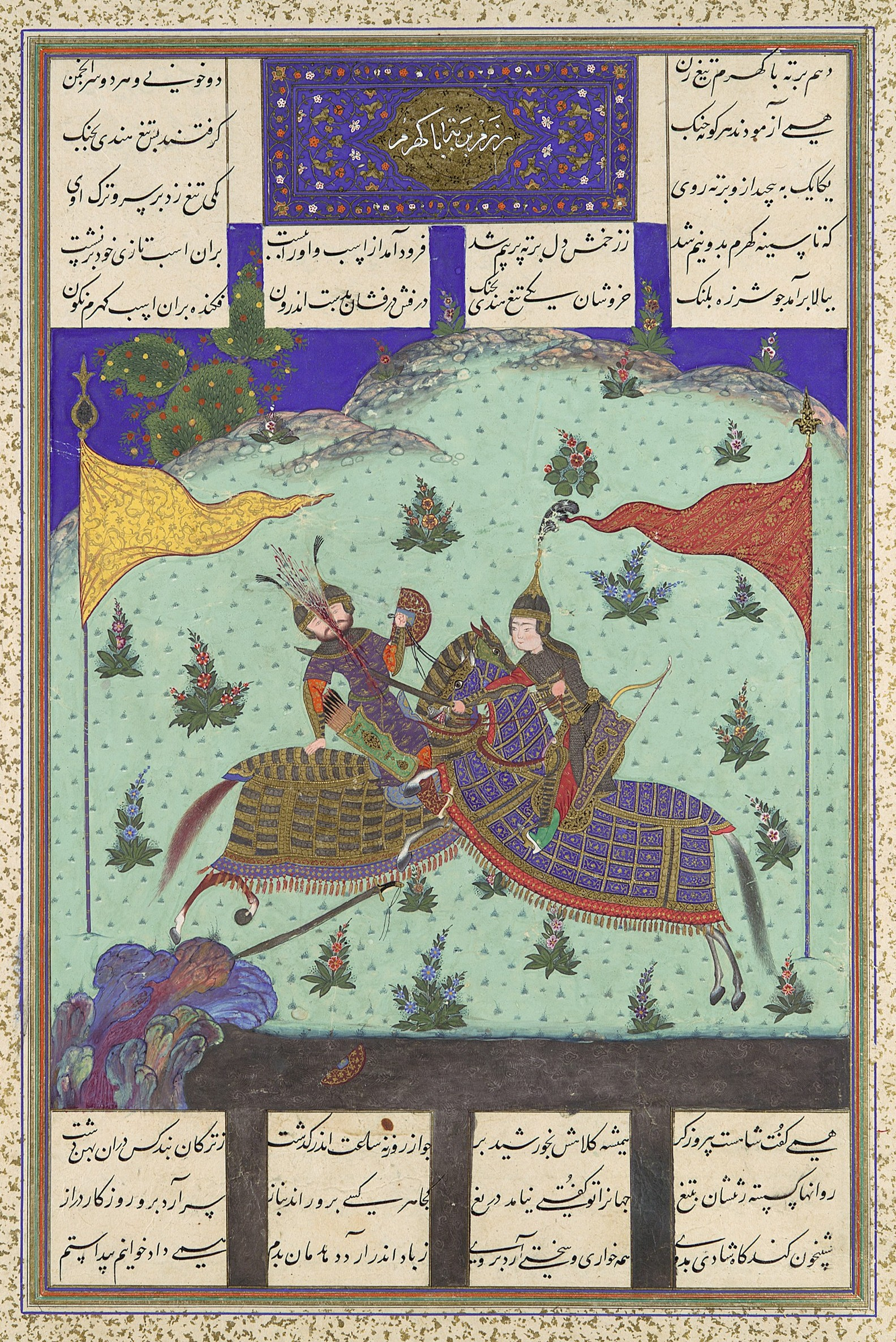
Barta contra Kuhram

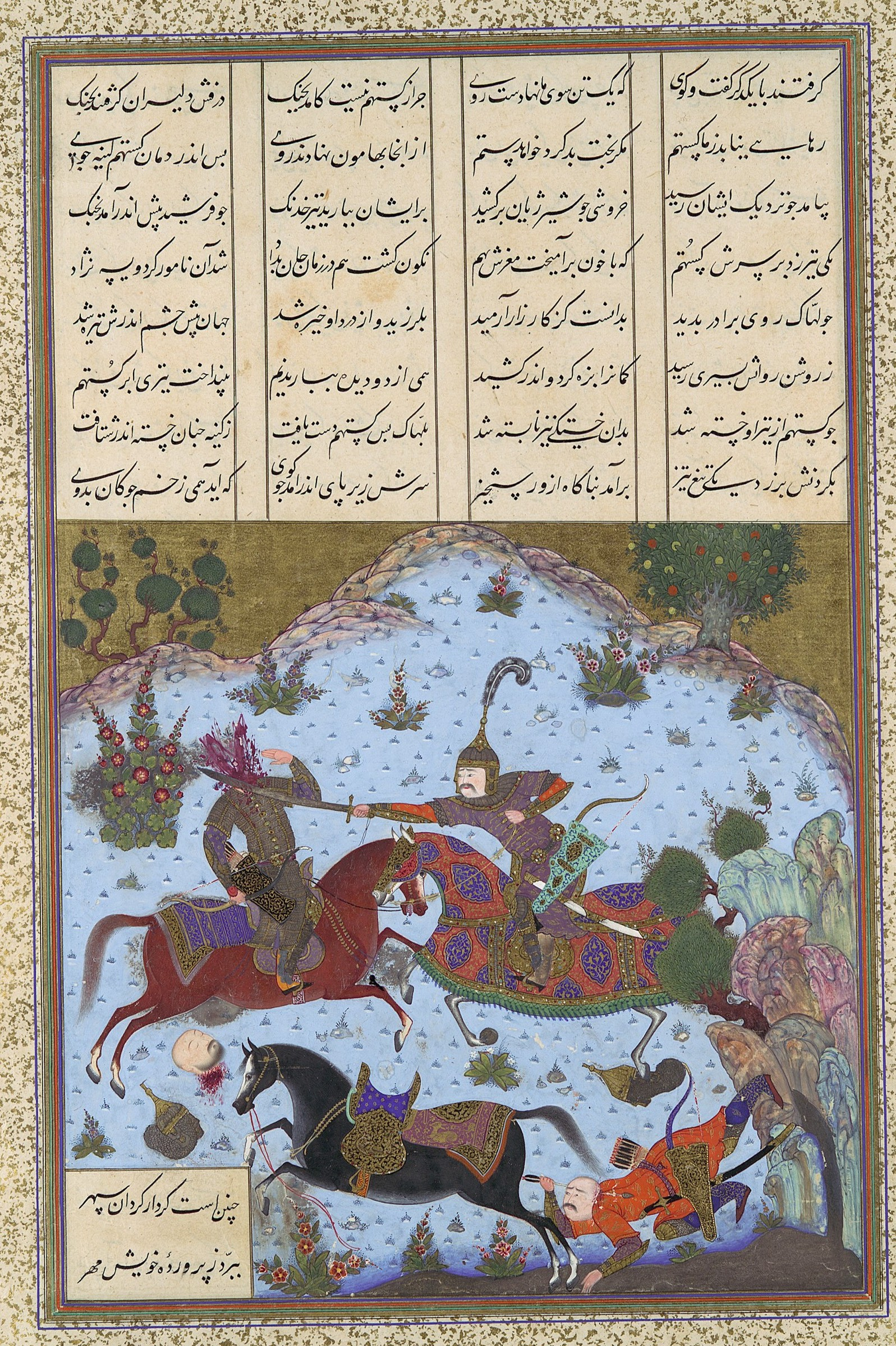
Lahhak i Farshidvard

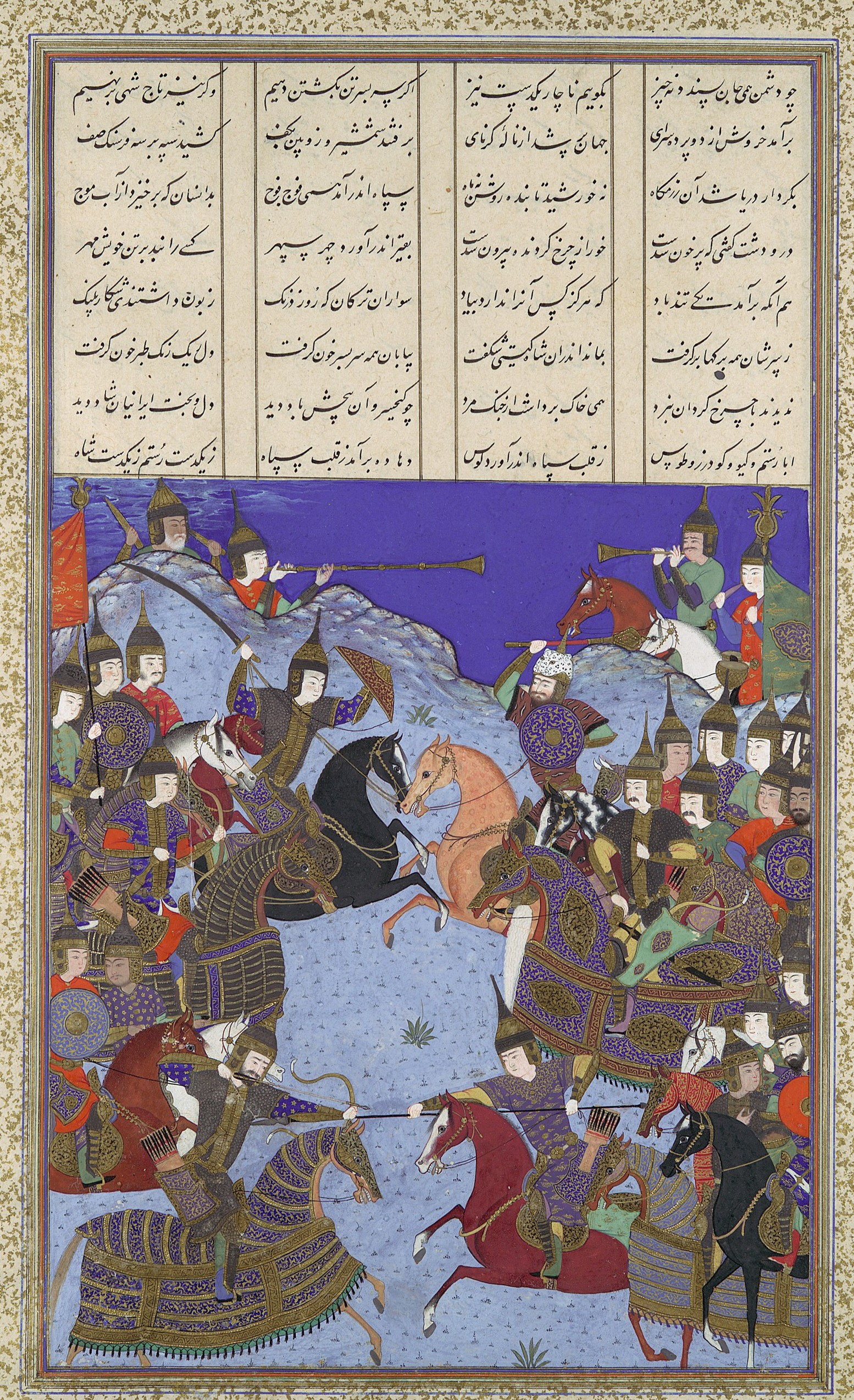
Kai Khusrau i Afrasiyab

## Miniatures

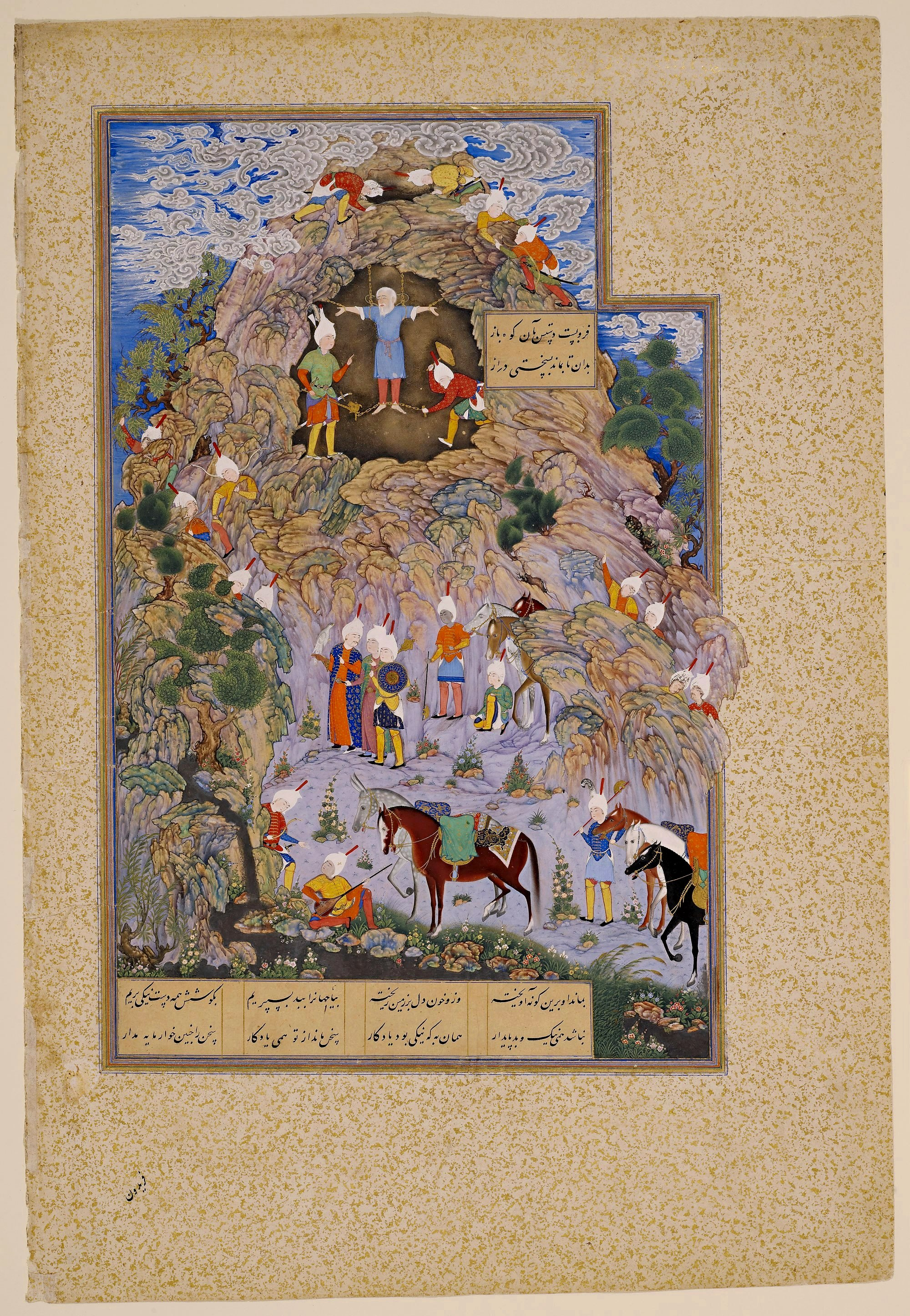
La Mort de Zahhak, fol. 37b
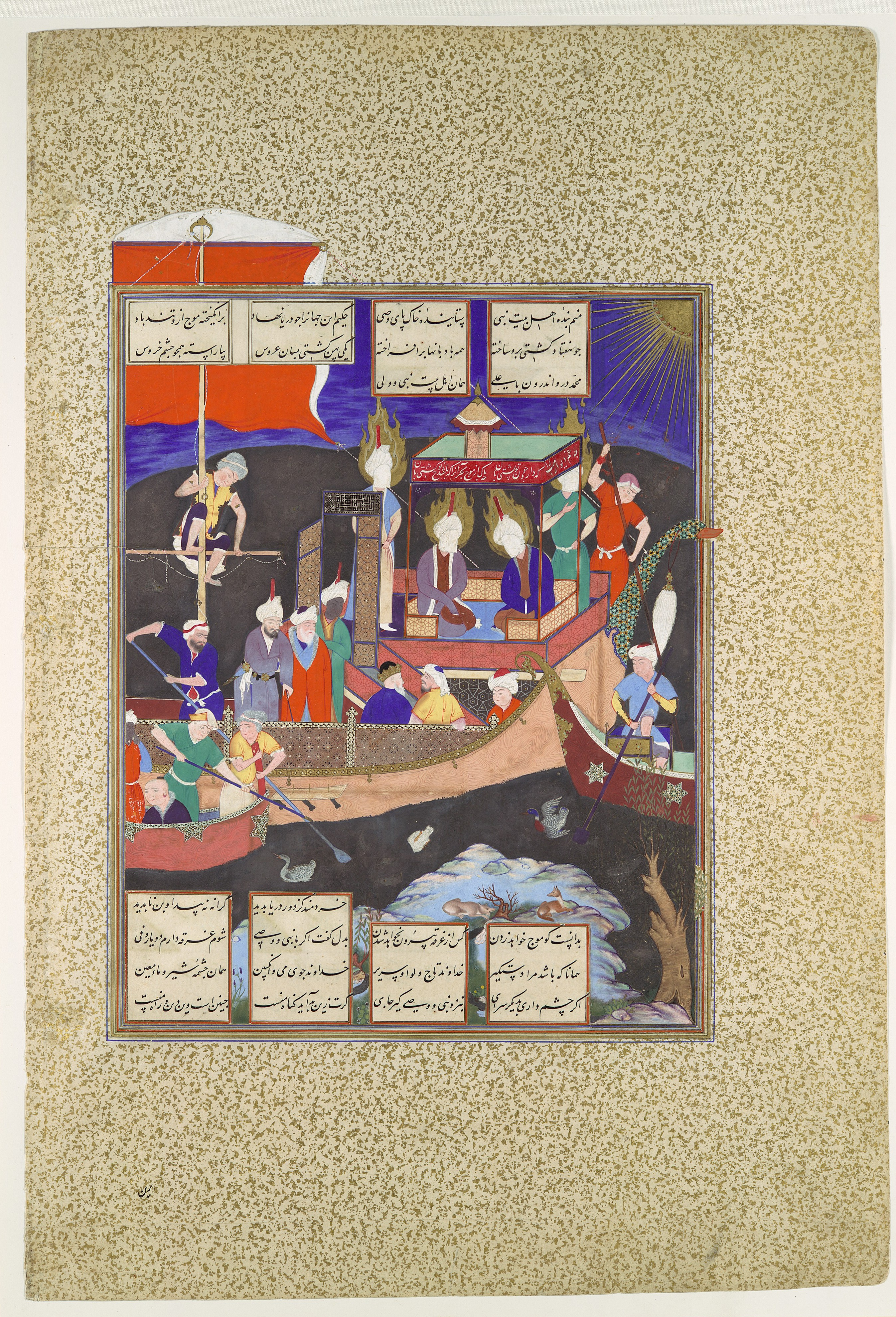
Paràbola del Vaixell del Xiisme, fol. 18v.
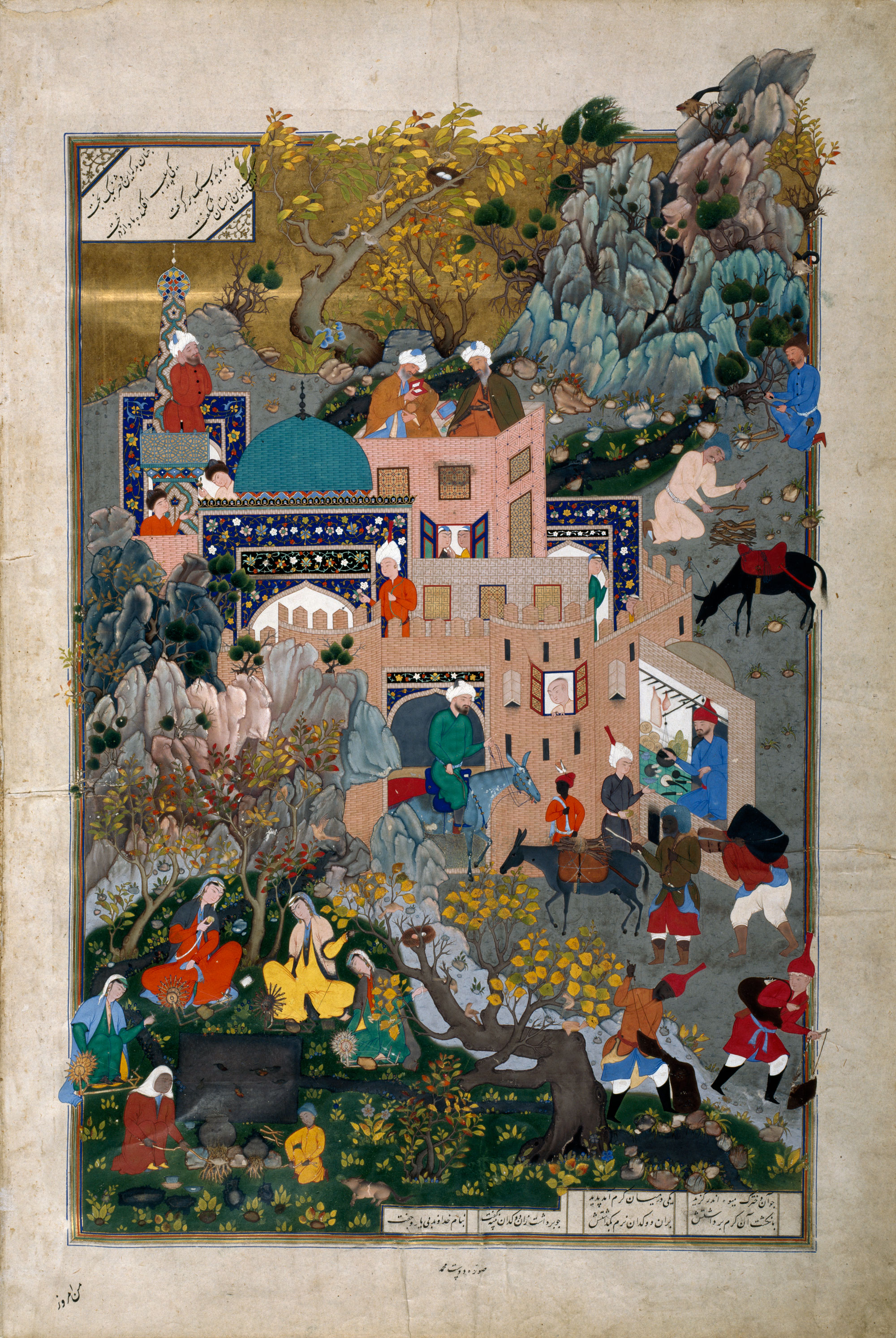
Dust Muhammad, La història de Haftvad i el cuc, fol. 521v
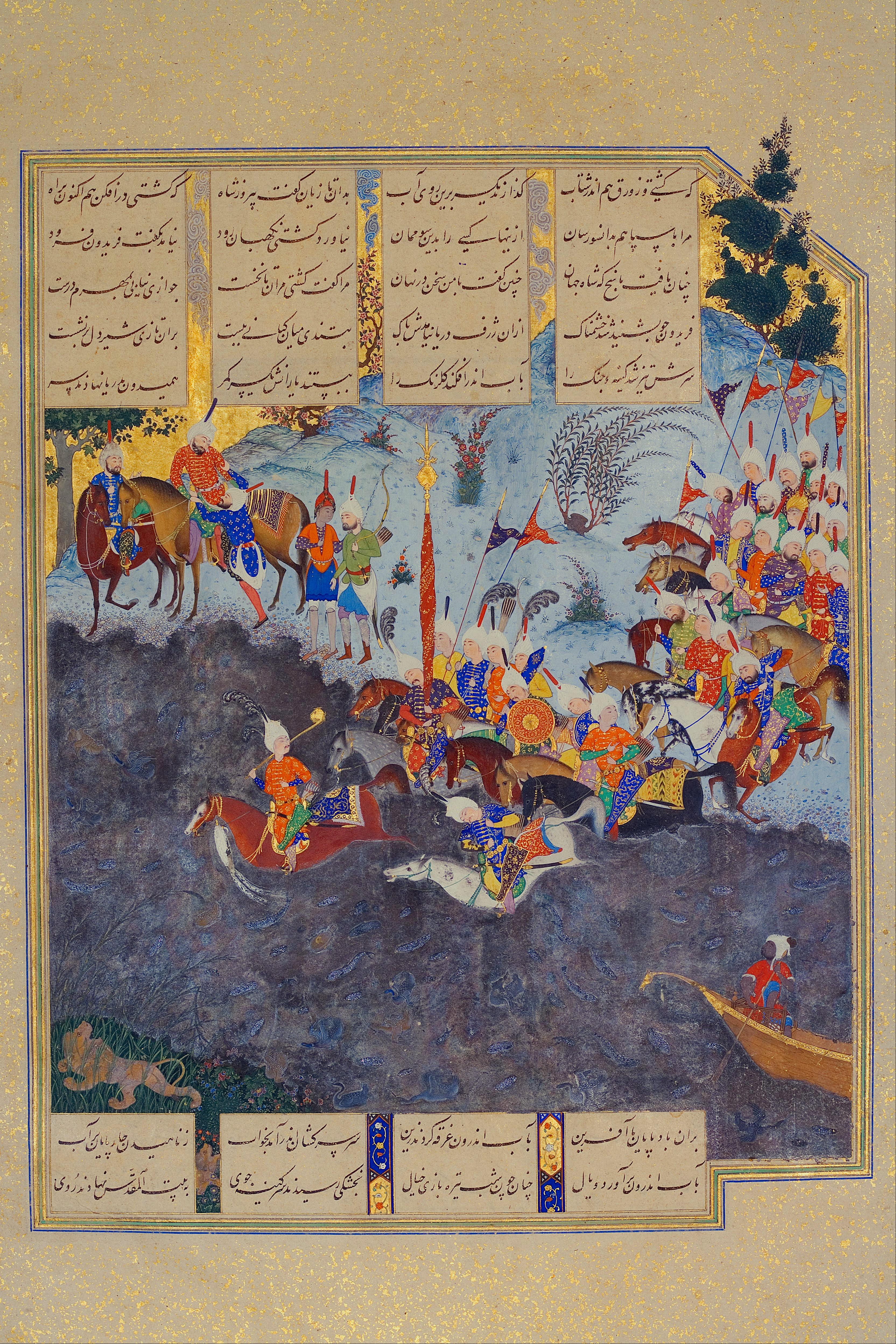
Faridun creua el riu Dijla, fol. 33v
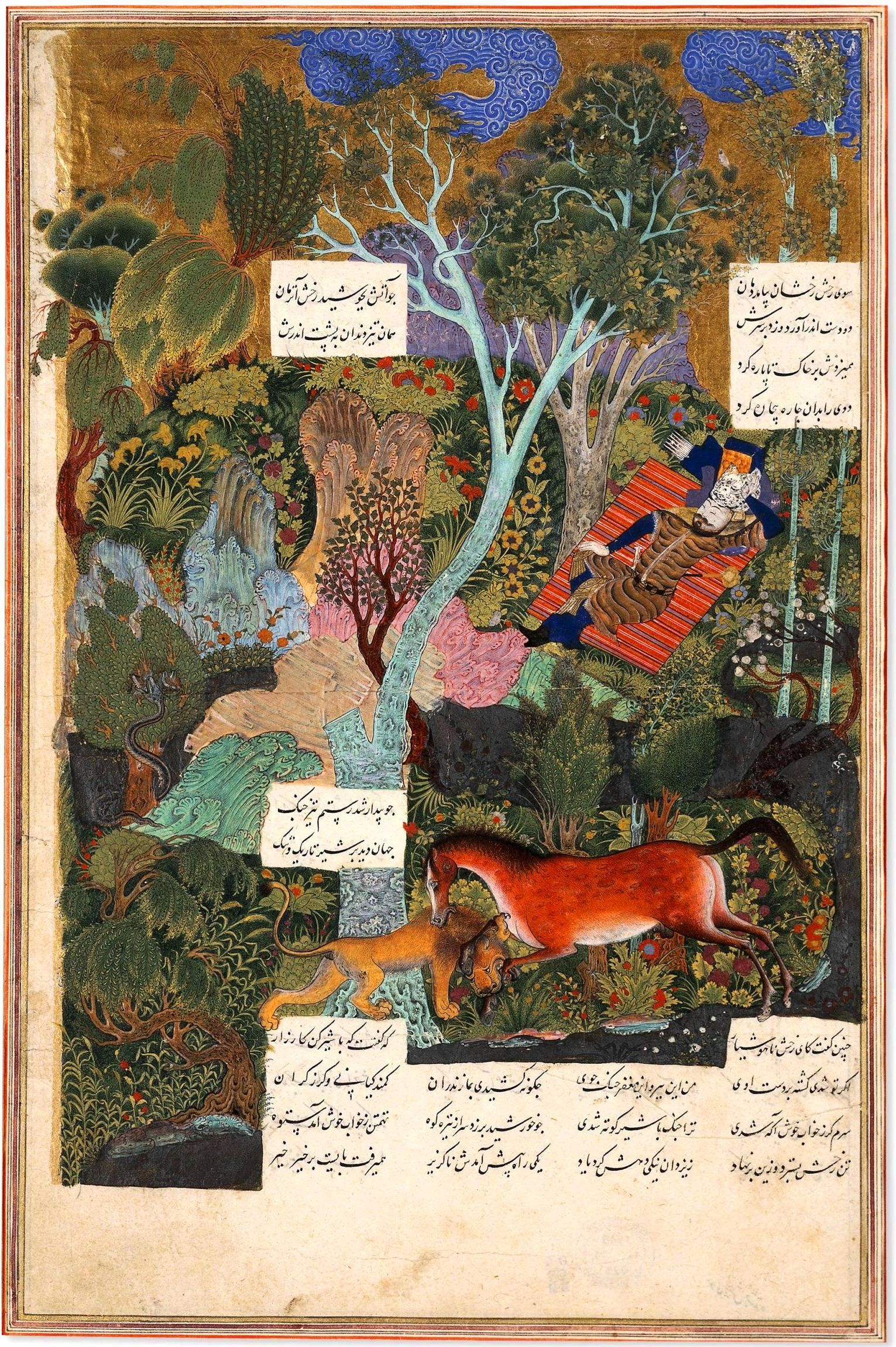
Rustam dorm mentre el seu cavall Rakhsh mata un lleó, fol. 118r